# Arthur W. Neubert
Arthur Willi Neubert (* 8. Oktober 1919 in Berlin; † 19. Februar 1992 ebenda) war ein deutscher Schauspieler und Geräuschemacher.

## Leben
Neubert erhielt seine Berufsausbildung am Bühnenstudio in Berlin. Das erste Theaterengagement führte ihn an das Volkstheater Pankow. Danach fand er für lange Zeit ein berufliches Betätigungsfeld in Berlin. Neubert spielte an der Schwankbühne Kurt Seiferts, an Rudolf Plattes Theater in der Kastanienallee, beim Kabarett Frischer Wind sowie an Bert Brechts Berliner Ensemble.
Ab den 1950er Jahren wirkte er ebenfalls in unterschiedlichen Funktionen bei Filmproduktionen der DEFA mit. Als Schauspieler trat er in Spielfilmen wie Gerhard Kleins Berlin – Ecke Schönhauser, Martin Hellbergs Historienfilm Thomas Müntzer – Ein Film deutscher Geschichte sowie mehreren Komödien der Reihe Das Stacheltier auf. Daneben fungierte er auch als Geräuschetechniker und Synchronsprecher für die DEFA.

## Filmografie (Auswahl)
- 1955: Star mit fremden Federn
- 1956: Thomas Müntzer – Ein Film deutscher Geschichte
- 1957: Berlin – Ecke Schönhauser
- 1960: Das Stacheltier: Vorbeugen ist besser als heulen
- 1960: Das Stacheltier: Guter Rat ist billig
- 1962: Ach, du fröhliche …
- 1963: Das Stacheltier: Unglaublich
- 1965: Ohne Paß in fremden Betten

## Synchronisation
- 1943 (1947): Assad Ismatow als Ali in Nasreddin in Buchara